# Sarah Norcliffe Cleghorn
Sarah Norcliffe Cleghorn (Norfolk, 1876 – Filadelfia, 4 aprile 1959) è stata una poetessa statunitense.

## Biografia
(Sarah Norcliffe Cleghorn, "Through the Needle's Eye," 1916)
Nata nello stato della Virginia, trascorse buona parte della sua infanzia nel Minnesota e nel Wisconsin, nota per alcune sue celebri poesie, aderì al partito socialista.
Studiò al Radcliffe College. Viaggiò poi per spostarsi nello stato di Pennsylvania (a Filadelfia) nel 1943, fu attivista protestando per la pace durante la guerra fredda. La sua autobiografia ebbe un'introduzione di Robert Frost, di cui era amico, come lo era di Dorothy Canfield Fisher.

## Opere
- A Turnpike Lady, 1907.
- Hillsboro People (raccolta di poesie), 1915.
- Fellow Captains with Dorothy Canfield Fisher, 1916.
- The Spinsters, 1916.
- Portraits and Protests (raccolta di poesie), 1917.
- Ballad of Eugene Debs, 1928.
- Miss Ross' Girls, 1931.
- Ballad of Tuzulutlan, 1932.
- Ballad of Joseph and Damien, 1934.
- Threescore (autobiografia), 1936. Robert Frost.